# 小諸市動物園
小諸市動物園（こもろしどうぶつえん）は、長野県小諸市にある市立の動物園である。

## 概要
小諸城址懐古園内にある。設立は1926年（大正15年）と長野県最古で、1882年（明治15年）の上野動物園（東京）、1915年（大正4年）の大阪市天王寺動物園（大阪）、1918年（大正7年）の東山動物園（名古屋）、1919年（大正8年）の遊亀公園附属動物園（甲府）などに次ぎ、小規模ながら非常に古い歴史のある動物園である。当初は日本ザル1種の飼育であったが、現在は86種余りの飼育を行っている。

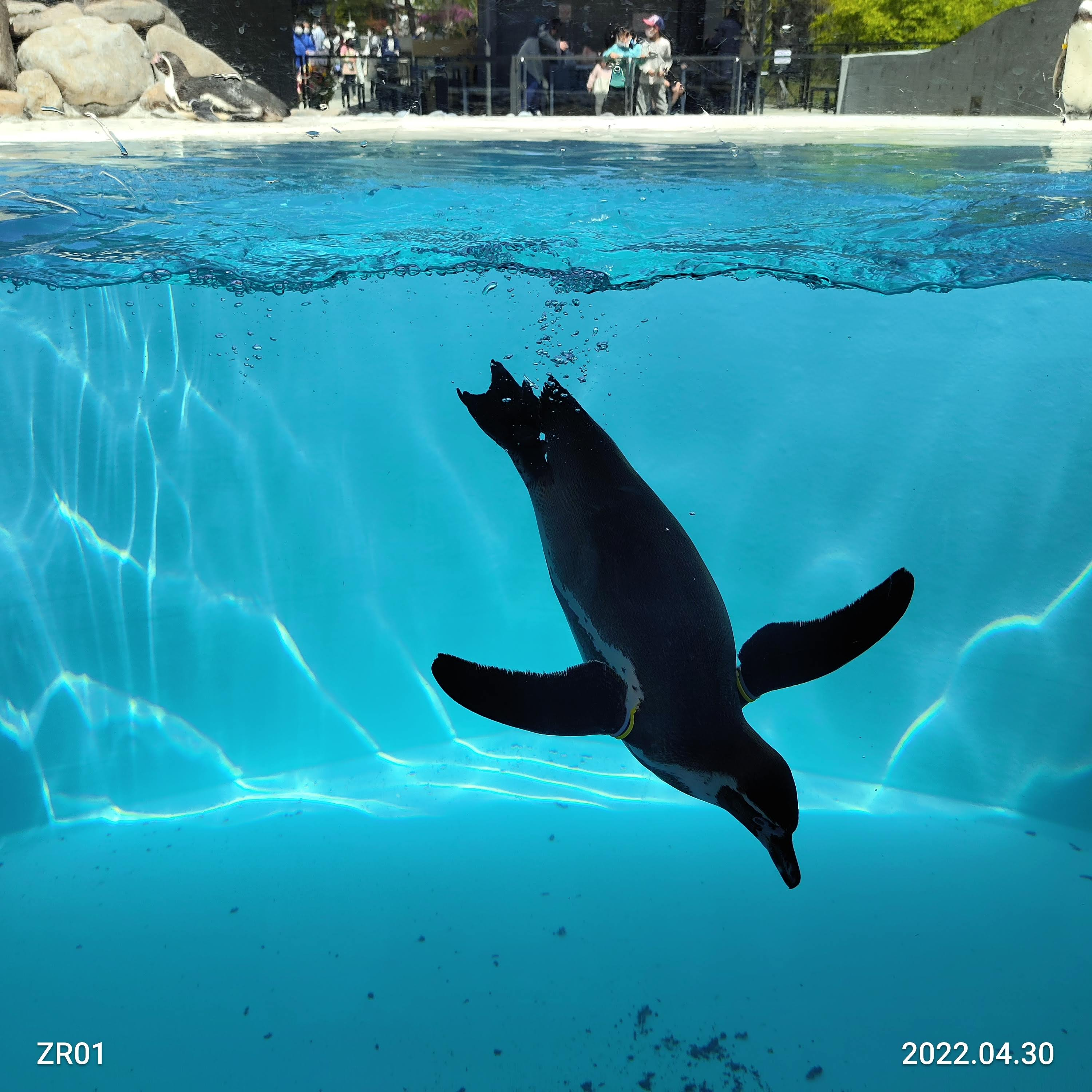
新しく整備された「崖上のペンギン村」ではペンギンの泳ぐ姿を観察できる

再整備のため2020年（令和2年）9月より断続的に休園していたが、2022年（令和4年）4月29日にリニューアルオープンした。「崖上のペンギン村」としてペンギン舎を整備し、フンボルトペンギンが泳ぐ姿をアクリルガラス越しに観察できるようになり、ペンギン舎に石積みを設けて自然に近い成育環境が整えられた。
またモルモット舎、パンダマウス舎、およびこれらとのふれあい体験スペース、休憩スペースを一体とした屋舎を新設した。

## 主な動物
- テナガザル
- イグアナ
- ムーアモンキー
- ライオン
- ヤクシカ
- ポニー
- 川上犬
など

## 交通機関
- 鉄道：最寄駅はしなの鉄道及び小海線小諸駅
- 駐車場：市営駐車場（普通車500円、大型バス駐車可）

## 参考情報
- 2014年2月23日には、成城大学法学部打越綾子研究室主催でシンポジウム「小諸市動物園を考える」が開催された。（報告書「動物園の社会的役割の再構築に向けて―シンポジウム「小諸市動物園を考える」報告―」打越綾子　としてまとめられている）
- 2020年2月には小諸市動物園再整備基本計画が策定された。[2]

## 周辺情報
- 小諸城（懐古園） - 小諸市立藤村記念館、懐古神社、小山敬三美術館、小諸市立郷土博物館、徴古館
- 小諸寅さん記念館(休館中)
- 鹿嶋神社
- 小諸義塾記念館